# Шип-Спрінгс (Нью-Мексико)
Шип-Спрінгс (англ. Sheep Springs) — переписна місцевість (CDP) в США, в окрузі Сан-Хуан штату Нью-Мексико. Населення — 262 особи (2020).

## Географія
Шип-Спрінгс розташований за координатами 36°9′23″ пн. ш. 108°41′26″ зх. д. / 36.15639° пн. ш. 108.69056° зх. д. (36.156299, -108.690567).  За даними Бюро перепису населення США в 2010 році переписна місцевість мала площу 15,45 км², уся площа — суходіл.

## Демографія
Згідно з переписом 2010 року, у переписній місцевості мешкало 245 осіб у 65 домогосподарствах у складі 51 родини. Густота населення становила 16 осіб/км².  Було 74 помешкання (5/км²).
Расовий склад населення:
| - 96,7 % — корінних американців - 0,4 % — білих |

До двох чи більше рас належало 2,9 %. Частка іспаномовних становила 0,8 % від усіх жителів.
За віковим діапазоном населення розподілялося таким чином: 38,8 % — особи молодші 18 років, 55,5 % — особи у віці 18—64 років, 5,7 % — особи у віці 65 років та старші. Медіана віку мешканця становила 22,5 року. На 100 осіб жіночої статі у переписній місцевості припадало 97,6 чоловіків;  на 100 жінок у віці від 18 років та старших — 87,5 чоловіків також старших 18 років.
Середній дохід на одне домашнє господарство  становив 28 989 доларів США (медіана — 18 125), а середній дохід на одну сім'ю — 38 102 долари (медіана — 24 583). За межею бідності перебувало 38,6 % осіб, у тому числі 50,8 % дітей у віці до 18 років та 0,0 % осіб у віці 65 років та старших.
Цивільне працевлаштоване населення становило 51 осіб. Основні галузі зайнятості: освіта, охорона здоров'я та соціальна допомога — 47,1 %, транспорт — 15,7 %, будівництво — 15,7 %.